# Michał Barański
Michał Barański (ur. 8 stycznia 1984) – polski kontrabasista i gitarzysta basowy. W latach 2008, 2013 i 2014 najlepszy kontrabasista roku wg czytelników Jazz Forum. Od października 2012 asystent na Akademii Muzycznej im. Karola Szymanowskiego w Katowicach w Instytucie Jazzu w klasie kontrabasu i gitary basowej.
Laureat nagrody Grand Prix na 40. Festiwalu Jazz nad Odrą w kategorii zespołowej. W 2005 zdobył nagrodę Aniołek Jazzowy na Bielskiej Zadymce Jazzowej. Zdobył również główną nagrodę Swingujący Kruk na III Hot Jazz Spring w Częstochowie. Z zespołem Triology (Mateusz Kołakowski – fortepian, Tomasz Torres – perkusja) zajął IV Miejsce na Międzynarodowym Konkursie Zespołów Jazzowych Jazz Hoeliaart w Belgii.

## Dyskografia
(opracowano na podstawie)
- 2000 Triology - Presence (Livingroomrecords)
- 2001 Carrantuohill – Inis (CELT)
- 2003 Asaf - Asaf (Missio Musica)
- 2005 Ireneusz Głyk – Long Time (Gift Management)
- 2005 Kaczmarczyk/Barański/Dobrowolski Trio - Live (Polskie Radio Katowice)
- 2006 Piotr Wyleżoł – Piano Trio (ProFonic)
- 2006 Zbigniew Namysłowski – Assymetry (BKQ)
- 2007 Aga Zaryan – Umiera Piękno (4ever Music, Cosmopolis)
- 2007 Paweł Kaczmarczyk - Audiofeeling (ARMS)
- 2008 Jacek Kochan – Man of no Words (Gowi)
- 2008 Nigel Kennedy – Beethoven: Violin Concerto; Mozart: Violin Concerto No. 4; Horace Silver: Creepin' In (EMI)
- 2008 Oktawia Kawęcka – Oktawia (Fonografika)
- 2008 Piotr Baron – Sanctus Sanctus Sanctus (CELESTIS)
- 2008 The Bennie Maupin Quartet – Early Reflections (Cryptogramophone)
- 2008 Wojtek Staroniewicz – Alternations (Allegro Records)
- 2008 Zbigniew Namysłowski – Jazz na Hrade
- 2008 Zeuritia - Ri Ri Tia Tia (Animal Music)
- 2009 David Doruzka - Silently Dawning (Animal Music)
- 2009 Grzech Piotrowski – Emotronica (Alchemik Studio)
- 2009 Kuba Badach – Obecny-Tribute to Andrzej Zaucha (Agora)
- 2009 Kwartet Rampa - Spoko Spoko Młynarski Jazzowo (Polskie Radio)
- 2009 Maciej Grzywacz Quartet - Fourth Dimension (EMG)
- 2009 Michał Rudaś – Shuruvath (Sony)
- 2009 Paweł Kaczmarczyk Audiofeeling Band - Complexity in Simplicity (ACT)
- 2010 Aga Zaryan - Looking Walking Being (BLUE NOTE)
- 2010 Krzysztof Urbański – Urbański (Allegro)
- 2010 Piotr Wyleżoł - Children’s Episode (Fresh Sound Records)
- 2011 Carmen Moreno – Śpiewając Jazz (4ever music)
- 2011 Grzech Piotrowski Quartet - Archipelago (Challenge Records)
- 2011 Jerzy Małek – AIR (Universal Music)
- 2011 Piotr Baron - Kadish (Celestis)
- 2011 Piotr Polk – Mój Film (Kayax)
- 2011 Seweryn Krajewski – Jak tam jest (Sony)
- 2012 Anna Serafińska – Gadu Gadu (EMI)
- 2012 Grzech Piotrowski - World Orchestra (AGORA)
- 2012 Marcin Wawrzynowicz – Camamey (Polskie Radio)
- Tom Q - 2B or not 2B
- Tomek Mucha - Collective
- 2022 Michał Barański - Masovian Mantra, Polish Jazz vol. 88 (Polskie Nagrania/Warner Music Poland)